# Holbein (krater)
Holbein är en nedslagskrater på planeten Merkurius, med en diameter på ungefär 115 kilometer.
1979 uppkallades kratern efter de båda tyska målarna Hans Holbein den äldre och Hans Holbein den yngre.